# Michal Benedikovič
Michal Benedikovič (31. května 1923 – 18. dubna 2007) byl slovenský fotbalista, československý reprezentant a účastník mistrovství světa roku 1954 ve Švýcarsku. Za československou reprezentaci odehrál 7 zápasů. V československé lize vybojoval dva mistrovské tituly se Slovanem Bratislava (tehdy nesoucím název Sokol Národné výbory Bratislava) (1951, 1955). Získal i jeden titul v lize válečného Slovenského státu, s OAP Bratislava.

## Z Trnavy do Slovanu
Po válce hrál za Spartak Trnava. Roku 1948 ho chtěl Slovan Bratislava jako posilu pro slavný zájezd do Mexika. Trnavské vedení však přestup odmítlo a pro jistotu neinformovalo ani Benedikoviče. Když se to později dozvěděl, okamžitě z Trnavy odešel a stal se pilířem Slovanu.

## Uvěznění
Nadějné kariéře udělal přítrž až záhadný případ z roku 1957, kdy byl Benedikovič odsouzen na pět let za vyzvědačství a přípravu špionáže, spolu s dalšími třemi spoluhráči – Viktorem Tegelhoffem, Pavolem Beňou a Ladislavem Steinerem. Příčinou byly schůzky se skupinou krajanů (slovenských emigrantů), s nimiž pravděpodobně učinil i nějaké drobné obchody, což bylo tehdy nelegální. Přítižilo mu též, že za války hrál za vojenský "tisovský" klub OAP Bratislava, byl například obviněn z toho, že na zájezdu zpíval fašistické písně (hájil se, že šlo o slovenské lidovky). Z vězení (Jáchymovských dolů) byl propuštěn po třech letech. Měl přezdívku Žltý (Žlutý), podle barvy svých vlasů.